# Le Malin
Die Le Malin (deutsch: Die Bösartige) war ein Großzerstörer (franz. Contre-Torpilleurs) der Le-Fantasque-Klasse der französischen Marine. Sie überstand den Zweiten Weltkrieg und wurde erst am 3. Februar 1964 aus der Flottenliste gestrichen.

## Maschinenanlage
Die Antriebsanlage der Le Malin bestand aus vier Wasserrohrkesseln und zwei Parsons-Turbinen. Diese trieben über zwei Antriebswellen die beiden Schrauben an. Die Maschinen leisteten 74.000 WPS. Damit konnte eine Geschwindigkeit von 37 kn (etwa 67 km/h) erreicht werden.

## Bewaffnung
Die Hauptartillerie der Le Malin bestand aus fünf 13,86-cm-Geschützen L/40 des Modells 1929 in Einzelaufstellung. Diese Kanone konnte eine 40,4 Kilogramm schwere Granate über eine maximale Distanz von 19.000 m feuern. Als Flugabwehrbewaffnung verfügte die Le Malin bei Indienststellung über vier 3,7-cm-Flugabwehrkanonen (L/60) des Modells 1925 in Einzelaufstellung und vier Maschinengewehre 13,2 mm/76 Hotchkiss M1929 in Doppelaufstellung. Als Torpedobewaffnung verfügte der Zerstörer über neun Torpedorohre in drei Dreiergruppen für den Torpedo 23DT Toulon. Zur U-Boot-Abwehr besaß die Le Malin zwei Wasserbombenwerfer am Heck und konnte maximal 40 Seeminen aufnehmen.

## Klassifizierung
Die Le Malin wurde als Großzerstörer gebaut und klassifiziert. Aufgrund ihrer Größe und vor allem ihrer Geschwindigkeit wurde sie, wie alle Schiffe der Le-Fantasque-Klasse, am 28. November 1943 als Leichter Kreuzer neu eingestuft. In 1951 erfolgte für das Schiff die Reklassifizierung zum Schnellen Geleitzerstörer 1. Klasse (frz. destroyer-escorteurs de 1re classe). Die Le Malin diente so klassifiziert als Eskorte für französische Flugzeugträger.

## Verbleib
Die Le Malin war bis zum 1. August 1953 im aktiven Flottendienst und wurde in Brest in die Reserve versetzt. Dort diente sie als stationäres Schulschiff für die École navale und anschließend als schwimmender Steg für die Marinebasis in Lannion. Am 3. Februar 1964 wurde die Le Malin aus der Flottenliste gestrichen. Zwischen 1965 und 1976 wurde sie als Wellenbrecher vor Lorient genutzt und 1977 abgebrochen.